# V387 Большого Пса
V387 Большого Пса (лат. V387 Canis Majoris) — одиночная переменная звезда в созвездии Большого Пса на расстоянии приблизительно 2738 световых лет (около 839 парсеков) от Солнца. Видимая звёздная величина звезды — от +10m до +8,9m.

## Характеристики
V387 Большого Пса — красная пульсирующая полуправильная переменная звезда типа SRB (SRB) спектрального класса M5.